# Gardenia gjellerupii
Gardenia gjellerupii är en måreväxtart som beskrevs av Theodoric Valeton. Gardenia gjellerupii ingår i släktet Gardenia och familjen måreväxter. Inga underarter finns listade i Catalogue of Life.